# Heilige Familiekerk (Langenboom)

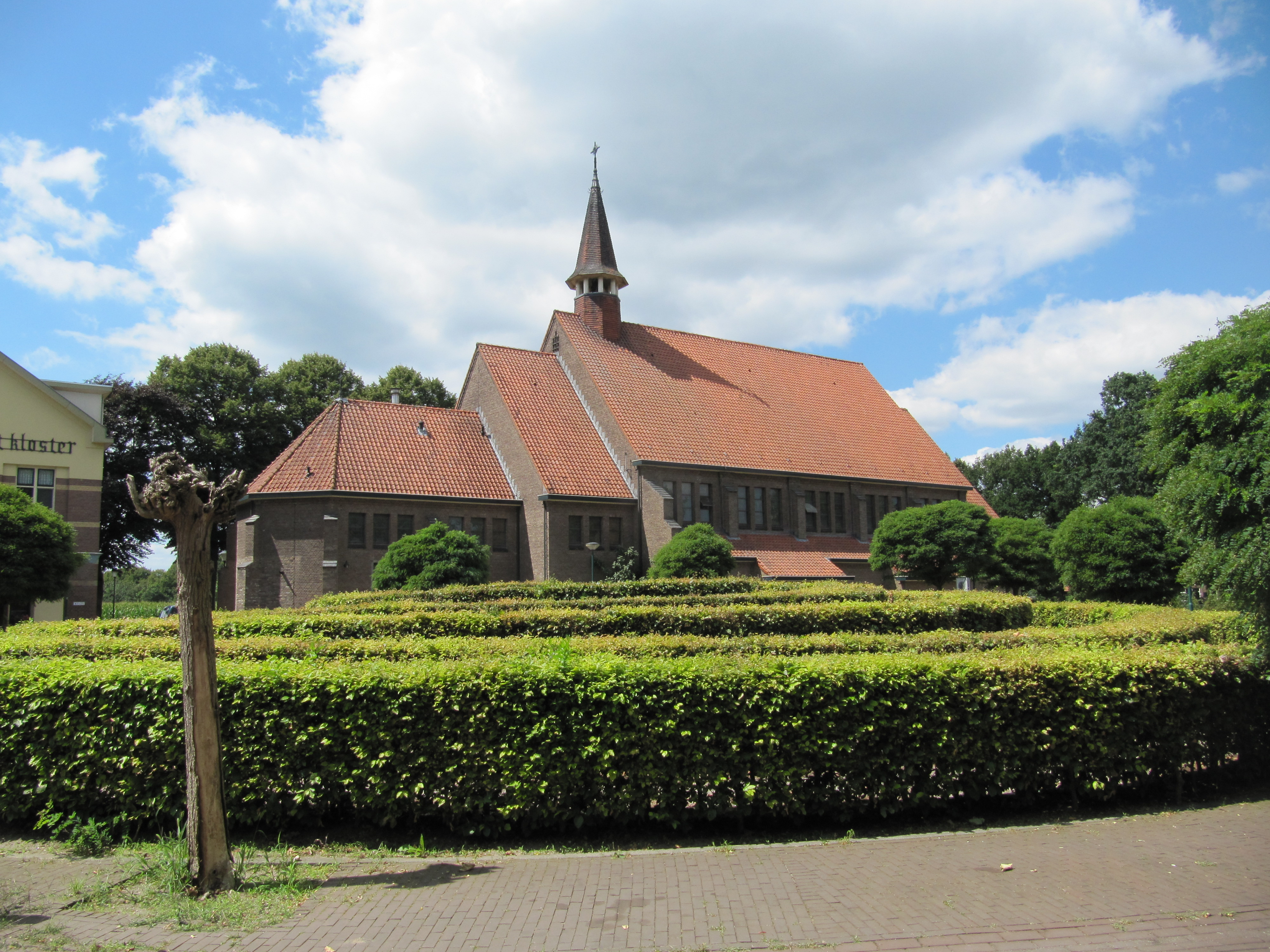
Heilige Familiekerk

De Heilige Familiekerk was de parochiekerk van de tot de Noord-Brabantse gemeente Land van Cuijk behorende plaats Langenboom, gelegen aan de Dominicanenstraat 73.

## Geschiedenis
Langenboom ontstond door de vestiging van een Dominicanenklooster op een landgoed. In 1869 werd een neogotisch kerkgebouw opgericht naar ontwerp van Pierre Cuypers. In 1875 volgde het klooster. De kerk was een rectoraatskerk waar wel missen werden opgedragen maar de parochianen voor doop, huwelijk en begrafenis naar Escharen dienden te gaan. In 1918 werd Langenboom een zelfstandige parochie.
Op 10 augustus 1925 werd Langenboom getroffen door een tornado waarbij ook de kerk verwoest werd. In 1926 kwam een nieuwe en meer gestileerde kerk tot stand, nu ontworpen door Eduard Cuypers. Om kosten te besparen werd de nieuwe kerk opgetrokken op de fundamenten van de oude. Het werd een sober éénbeukig bakstenen gebouw onder zadeldak voorzien van een dakruiter. Het daarachter gelegen koor is lager. Aan de voorzijde vindt men een iets verlaagde ingangspartij.
In 2023 werd de kerk onttrokken aan de eredienst en in 2024 werd hij heropend als dorpshuis.

## Boeken
- 'Eduard Cuypers, Leven & Werk en hoe hij verdween uit onze architectuurgeschiedenis', Obbe H. Norbruis (2025) Edam LM Publishers.

1. ↑  Norbruis, Obbe (2025): Eduard Cuypers Leven & Werk. Hoe hij verdween uit onze architectuurgeschiedenis en zijn gehele oeuvre, Edam, LM Publishers, ISBN 9789460229527 blz. 344-345